# ディプロプテリス・カブレラナ
ディプロプテリス・カブレラナ（Diplopterys cabrerana）は、アマゾン盆地原産のつる植物で、ブラジル、コロンビア、エクアドル、ペルーにまたがって生息する。ケチュア語で、チャリポンガ(chaliponga)とか、チャクロパンガ(chagropanga)と呼ばれ、エクアドルの一部ではチャクルーナ(chacruna)と呼ばれるが、こちらはより一般にはサイコトリア・ヴィリディス (Psychotria viridis) のための呼称である。
本種とサイコトリア・ヴィリディスは、それぞれ共にアヤワスカに混合される植物である。共にN,N-DMTを豊富に含有し、これはヒトや多くの種でトリプタミン系の内因性物質である。本種では加えて、その構造的アナログである5-MeO-DMTも生成する。
本種は、アルカロイドである N,N-DMT や 5-MeO-DMT、N-メチルテトラヒドロ-β-カルボリンを、葉や茎に蓄える。葉のサンプルからは、0.17-1.75%のN,N-DMTを含むことが判明しており、N-メチルテトラヒドロ-β-カルボリンは微量であった。また微量のブフォテニンを含有する。
本種は挿し木で移植可能であり、土に直に植えるか、最初に根を水に入れるかする。